# Come Back Alive
Come Back Alive (ukrainien : Повернись живим, qui peut être traduit par Reviens vivant) est une organisation non gouvernementale ukrainienne créée en mai 2014 sur la base d'un financement participatif, par Vitaliy Deynega, pour aider l'armée ukrainienne lors de la guerre du Donbass. Son activité se poursuit lors de l'invasion russe de l'Ukraine en 2022.
C'est l'une des plus grandes organisations travaillant dans ce domaine. Elle a fourni des protections (gilets pare-balles, puis du matériel de vision nocturne,,). Elle développe aussi des projets de formation, médicaux, psychologiques et autres, et co-organise des Jeux Invictus en Ukraine depuis 2019 ,,.
Le 24 février 2022, la page Patreon ouverte par Come Back Alive est fermée en raison d'une violation de la politique de Patreon consistant à ne pas autoriser l'utilisation de fonds destinés à financer « des armes ou des activités militaires »,.

## Histoire
L'organisation est créée par Vitaliy Deynega (informaticien vivant à Kiev en 2014.
Comme d'autres personnes voulant volontaires voulant contribuer à défendre l'autonomie de l'Ukraine vis à vis de la Russie, il commence à aider les soldats en achetant des gilets pare-balles. Il écrit l'inscription Come Back Alive sur chacun, qui deviendra le nom de son groupe sur Facebook, puis le nom de sa fondation caritative,.  
Selon Deynega, son premier lot de gilets est arrivé sur le front le 14 mai 2014.

Peu après, il estime qu'il y avait plus encore besoin de caméras thermographiques et de Jumelles de vision nocturne,. Depuis ce temps, l'ONG a fourni principalement des optiques de vision nocturne, en concentrant ses dons, dans un premier temps, vers la 80e brigade d'assaut aérien et la 95e brigade d'assaut aérien, puis vers d'autres unités postées sur les lignes de front,.  
Au début, le groupe ne comptait que trois membres, passé à 16 en octobre 2015, puis à 45 en juin 2016. Les membres ne viennent pas seulement de Kiev, mais aussi de Lviv, Dnipro et Vinnytsia.
En un mois et demi, elle collecte près de 1,5 million de Hryvnias (soit environ 100 000 USD) et durant ses six premiers mois, 12,6 millions, puis  50 millions la première année et 70 millions au bout d'un an et demi. 

Au 11 février 2021, l'organisation avait déclaré 200 millions de hryvnia (plus de 7 millions de dollars),. Ce montant s'est accumulé grâce à des dons de bienfaisance, dont la taille moyenne est de 500 à 700 hryvnias (20 à 30 USD),,. 

En 2022, quelques jours avant l'invasion russe de l'Ukraine, la fondation a reçu plus de dons que sur les 12 mois de 2021.
En 2018, la Fondation s'est adjointe Media, une organisation d'anciens combattants et un groupe de réflexion à la liste de ses activités
.
Ses rapports d'analyse sont officiellement commandés par le ministère de la Défense et ses associés.[réf. nécessaire]
Depuis 2019, ce Fonds est co-organisateur des Jeux Invictus en Ukraine.

## Présidence
En mai 2020, Oksana Koliada, ancienne ministre des Territoires temporairement occupés et des personnes déplacées, a pris les rênes de la fondation, remplacée en novembre 2020 par l'ancien sergent de marine et volontaire civil Taras Chmout.

## Activités

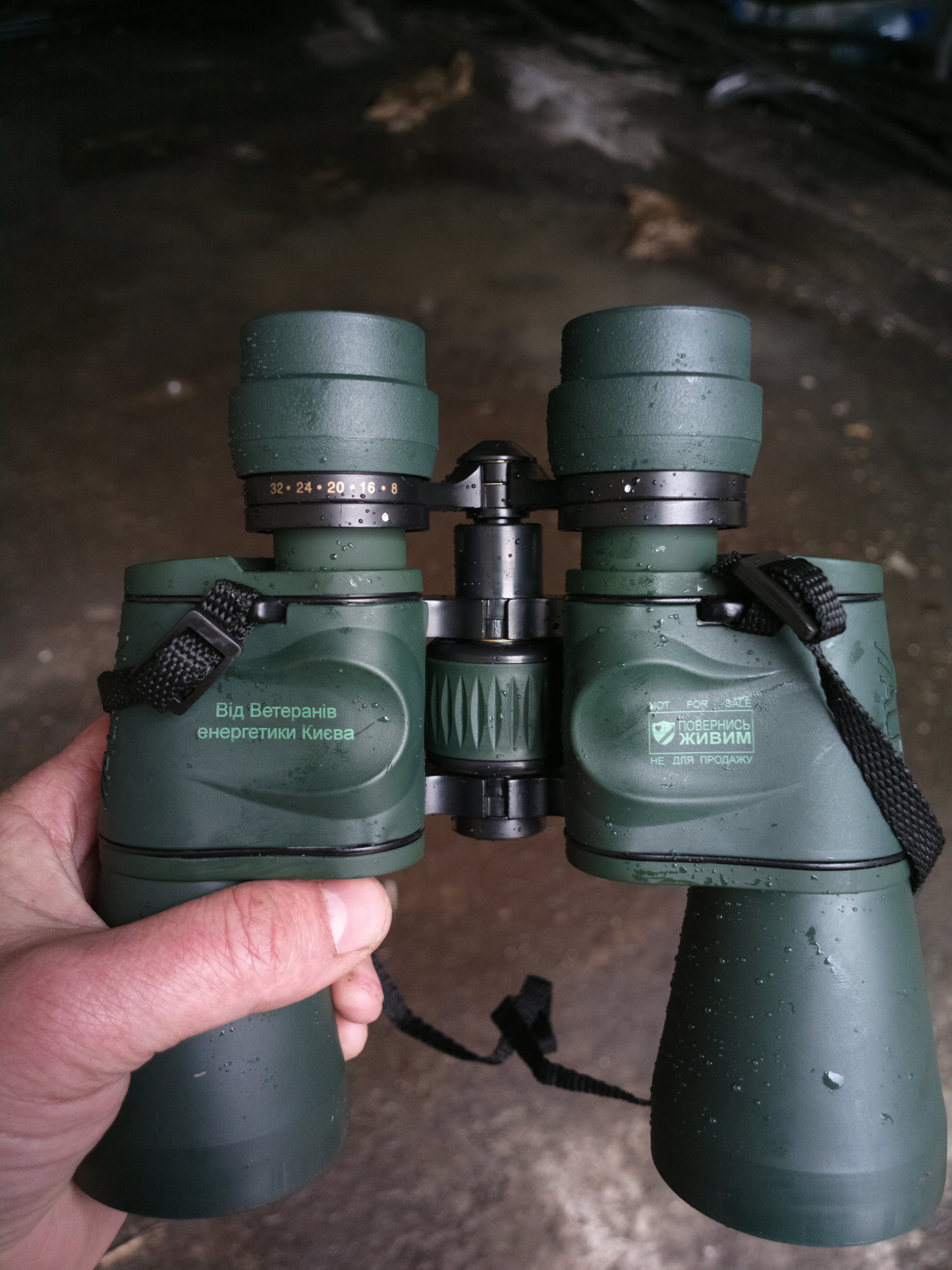
Jumelles de Come Back Alive et Vétérans de l'ingénierie énergétique de Kiev. Le marquage "Pas à vendre" est visible.

Selon l'organisation ses principes directeurs sont la neutralité politique, la communication ouverte de ses revenus et es dépenses, ainsi que la distribution de l'aide à ceux qui en ont le plus besoin
, (essentiellement les unités militaires les plus intensivement engagées dans la guerre),.   
Selon le rapport du groupe d'octobre 2015, 66 unités ont ainsi été aidées.

L'équipement offert devient propriété de l'unité, et les responsables militaires fournissent à l'organisation les documents correspondants
,,,,. 
Sur les équipements coûteux est inscrit  "Come Back Alive" et "Not for sale" en ukrainien et en anglais,. 
Depuis novembre 2014, le groupe marque également chaque appareil d'un numéro ordinal pour une prévention plus efficace contre le vol et une plus grande transparence. De 2015 à 2016, l'organisation a surveillé la présence de marchandises fournies dans les unités militaires qu'elle desservait,.

## Collecte de fonds
La fondation collecte des dons via divers systèmes de paiements non-monétaires et organise des événements de collecte de fonds supplémentaires, tels que :
- En juillet 2014, à Lviv, un projet artistique spécial a eu lieu pour collecter des fonds pour les besoins des 80e et 95e brigades aéromobiles[33],[34].
- En 2014 et 2015, le groupe a publié des calendriers grand format avec des portraits de soldats qui ont pris part aux batailles de l'aéroport de Donetsk. Les dons ont été dirigés pour la réparation de leurs véhicules, et pour des caméras thermographiques pour leurs renforts[35],[36],[37],[14].
- En janvier 2015, la fondation a commencé à collaborer avec la Caisse d'épargne d'État d'Ukraine, qui lui a apporté un soutien technique pour la collecte des dons (notamment via son système de transactions non monétaires et ses terminaux de paiement)[38].
- En mars 2015, Come Back Alive et plusieurs autres organisations bénévoles ont commencé la vente de t-shirts et de châles pour amasser des fonds pour l'équipement des soldats[39].
- En avril 2015, la fondation et Ukrposhta ont lancé la vente de cartes postales spéciales pour les soldats. Le produit a été utilisé pour acheter une ambulance pour l'armée[40],[41],[42],[43],[44].
- En février 2016, Come Back Alive a invité tous les participants volontaires à échanger une correspondance par SMS avec les soldats de première ligne pour remonter le moral. Les échantillons devraient être inclus dans un nouveau livre dont la vente  aidera l'armée[45],[46].

L'organisation reçoit des dons venant d'Ukraine et d'autres pays. En particulier, plusieurs appareils d'imagerie thermique ont été achetés avec l'aide de la diaspora ukrainienne à San Francisco,.
La liste des dons et des achats est publiée en ligne. 
Le fonctionnement de l'organisation elle-même n'est pas financé par le fonds principal des dons, mais par l'aide d'un sponsor ciblé,,.

## Évaluations
Une évaluation des résultats des projets caritatifs ukrainiens publiée par Association des philanthropes ukrainiens (uk) en 2014, 2015, 2017, 2018, et 2019 qualifie Come Back Alive comme l'une des initiatives caritatives et bénévoles ukrainiennes les plus efficaces et les plus transparentes.

## Récompenses
- Le fondateur de l'ONG (Vitaliy Deynega) a reçu l'Ordre du mérite du 3e degré (édit du président de l'Ukraine du 23 août 2014)[55],[56] et la Croix d'Ivan Mazepa (décret du président de l'Ukraine du 5 décembre 2019)[57] ;
- Le 15 janvier 2016, la fondation a reçu l'ordre non étatique Ordre des héros du peuple ukrainien (uk), qui est donné par une commission de militaires connus et de volontaires civils[58],[59] ;
- Le 13 mai 2016, le ministre ukrainien de la Défense Stepan Poltorak a décerné aux membres de l'organisation Daria Bura, Vitaliy Deynega, Alina Zhuk, Artem Parkhomenko, Tetiana Romakh, Victoria Stokratiuk et Irina Turchak des médailles pour l'assistance aux forces armées ukrainiennes[60] ;
- Récompenses de diverses unités militaires (dont le 3e régiment d'opération spéciale etc.)[61].